# 平成フラミンゴ
平成フラミンゴ（へいせいふらみんご）は、NICO（にこ）とRIHO（りほ）から成る日本の2人組女性YouTuber、音楽ユニット、マルチクリエイター。略称は平フラ。LIBERTYTOWN所属。

## 概要
NICOとRIHOは小学1年生からの幼馴染であり、付き合いの長い2人ならではの息のあった掛け合いや、包み隠さない赤裸々なスタイルなどで人気を得ている。また、視聴者との距離が近いことでも知られており、他のチャンネルと比べコメント間のユーザー同士の交流が活発に行われている。
2020年4月にYouTubeチャンネル「平成フラミンゴ」を開設し、2021年9月に登録者数100万人、12月に200万人、2022年7月に300万人を達成した。マネージャーが撮影の裏側や未公開シーンを投稿しているサブチャンネル「平成【裏】ミンゴ」や、個人チャンネル「にこちゃん放送局」「リンリン共和国」も運営している。
YouTubeのみならず多方面に活動の幅を広げており、2023年12月にはシングル『スーパーヒロイン』で歌手デビュー。2024年3月には冠番組『イッテミヨ！』がTBSテレビにて放送された。東京ガールズコレクションや関西コレクションへの出演経験、女芸人No.1決定戦THE Wやオールナイトニッポンへの出演経験もある。

## 来歴

### 生い立ち
NICOとRIHOは小学1年生からの大親友である。NICOは大阪府、RIHOは鹿児島県徳之島から、小学校入学を機にそれぞれ神奈川県横浜市に引っ越してきた。初めての出会いは小学校の入学式であり、席が隣同士だったため2人で手を繋いで入退場した。中学校進学後は共にバレーボール部に所属。 高校からは別々の進路に進み、3年間ほど疎遠になった。その後、NICOは日本体育大学、RIHOは美容学校に進学した。
NICOは幼い頃から女優になりたいという夢を持っていたが、大学卒業後はその夢を諦めて会社員として一般企業に就職。しかし、2年間ほど働いたのちに、夢を諦め切れず会社を辞職し、芸能養成所に入所した。女優としての知名度を上げるためにTikTokを始めたいと思ったNICOは、RIHOにあるある動画の相手役を頼んだ。偶然にも同じ時期、RIHOはウェブデザインの学校に通うために会社を辞職しており、時間があったためその頼みを承諾し、NICOのTikTok投稿を手伝うことになった。
TikTokでの再生回数が伸びてきたことを受けて、共通の友人で現所属事務所のLIBERTYTOWNの社長から、2人でYouTuberとしてLIBERTYTOWNに入所するよう誘われた。YouTubeを始める決断ができず2人で迷っていたある日、同じアルバイトからの帰り道に2人同時に流れ星を見つけ、星から応援されているならと決意を固めた。

### 2020年 - 2021年
2020年4月3日、YouTubeチャンネル「平成フラミンゴ」を開設。9月、『女芸人No.1決定戦 THE W』に出場し、2回戦で敗退。
2021年8月6日にチャンネル登録者数50万達成。同月の月間チャンネル登録者上昇率ではトップYouTuberのHikakinTVを上回り、国内1位を獲得。
9月から約1ヶ月間、両者の体調不良により活動を休止。活動休止中の2021年9月22日、チャンネル登録者数が100万を突破。2021年10月、アイ・エヌ・ジーが調査した『高校生が選ぶ いちばん好きな芸人・タレントランキング』にて1位にランクイン。
10月24日から1週間、YouTuberグループのコムドットとのコラボウィークを開催。11月から約1ヶ月間、RIHOが誹謗中傷による精神的ストレスにより活動を休止。
12月11日、オンラインで開催されたYouTube FanFest Japanに初出演。12月15日、チャンネル登録者数が200万人を突破。

### 2022年
2022年1月6日、NICOが個人チャンネル「にこちゃん放送局」、RIHOが個人チャンネル「りんりん共和国」を開設。
1月発売のファッション雑誌『FRUiTS』にて雑誌初表紙を飾り、5月発売の『my HERO』で2回目の表紙を担当。3月5日に関西コレクション、3月21日に東京ガールズコレクション、5月14日にGirlsAwardに初出演するなど、モデル業にも挑戦。
3月末から約2週間、喧嘩を理由に動画投稿を休止。
5月8日、ABEMAのコント番組『青春スチャラカ学園』でレギュラーに抜擢。7月8日、楽天生命パーク宮城で開催されたプロ野球『東北楽天ゴールデンイーグルス×埼玉西武ライオンズ戦』で初めてセレモニアルピッチを務める。
7月25日、チャンネル登録者数が300万人を突破。9月24日から1週間、コムドットとの第2回コラボウィークを開催。
10月20日、ABEMAの中継番組『FIFAワールドカップ カタール2022』を盛り上げる「ABEMA FIFAワールドカップ サポーターイレブン」に就任。
12月6日、同日にYouTubeが発表した『2022年度日本のYouTube年間ランキング』にて、年内で登録者数を大きく伸ばしたチャンネルを選ぶ、国内トップ登録者増加クリエイター部門で3位にランクイン。

### 2023年
2023年3月4日、東京ガールズコレクションにて、NICOがプロデュースするファッションブランド「JIMWAG（ジムワッグ）」を発表。
6月17日から約1ヶ月間、Creator Dream Fesを巡るコムドットとのトラブルにより活動を休止。
9月2日、東京ガールズコレクションにて、RIHOがプロデュースするファッションブランド「りんりんのおみせやさん」を発表。
12月2日から約1週間半、楽曲リリースの準備期間として活動を休止。12月14日、1stシングル『スーパーヒロイン』をデジタルリリースし、歌手デビュー。なお、配信日は4年前に2人で一緒に流れ星を見てYouTubeを始めることを決意した日であり、歌詞にもそのことを連想させるフレーズがある。

### 2024年
2024年3月3日、初の冠特番となるバラエティ番組『イッテミヨ！』がTBSテレビにて放送。
8月1日公開のピクサーのアニメーション映画『インサイド・ヘッド2』の日本語吹き替え版で声優を担当。
8月3日に2ndシングル『めきらう☆』、8月10日に3rdシングル『オマガー！？』をデジタルリリース。
8月17日から9月23日までの5日間、結成4周年を記念して、初の単独オフラインイベント『ごめんくだ祭〜お顔を拝見させてはくれねえでげすか？〜』を全国5都市で開催。
11月6日、ニッポン放送のラジオ番組『オールナイトニッポン0(ZERO)』にパーソナリティとして初出演。

### 2025年
2025年1月から約1ヵ月間、5年分の有休取得という名目で活動を休止。

## メンバー
| 名前          | 別名                       | 生年月日（現年齢）    | 出生地          | 出身地          | 血液型 | 身長   | メンバーカラー |
| ------------- | -------------------------- | --------------------- | --------------- | --------------- | ------ | ------ | -------------- |
| NICO （にこ） | 一宮にこ                   | 1995年2月5日（30歳）  | 大阪府          | 神奈川県 横浜市 | A型    | 160 cm | ピンク         |
| RIHO （りほ） | リンリン・オブ・ジョイトイ | 1994年4月13日（31歳） | 鹿児島県 徳之島 | 神奈川県 横浜市 | O型    | 160 cm | 水色           |

## ディスコグラフィー

### シングル

#### 配信限定シングル
|     | 配信日 | 配信日   | タイトル         | 作詞・作曲                                          | レーベル       | *      |
| --- | ------ | -------- | ---------------- | --------------------------------------------------- | -------------- | ------ |
| 1st | 2023年 | 12月14日 | スーパーヒロイン | 作詞：平成フラミンゴ 作曲：平成フラミンゴ、斉藤修平 | HeiseiFlamingo | [ 6 ]  |
| 2nd | 2024年 | 8月3日   | めきらう☆        | 作詞：平成フラミンゴ、リオン 作曲：いともなゆ       | HeiseiFlamingo | [ 21 ] |
| 3rd | 2024年 | 8月10日  | オマガー！？     | 作詞：平成フラミンゴ、チームザザ 作曲：藤田卓也     | HeiseiFlamingo | [ 22 ] |

### 参加作品
|     | 配信日 | 配信日 | タイトル                                      | アーティスト | 作詞・作曲    |
| --- | ------ | ------ | --------------------------------------------- | ------------ | ------------- |
| 1st | 2024年 | 6月1日 | ノーリアクションガール (feat. 平成フラミンゴ) | L-Tunes      | 作曲：L-Tunes |

## 出演

### アニメーション映画
- マイ・エレメント 日本語吹き替え版（2023年8月4日、ピクサー・アニメーション・スタジオ） - NICO ドラマの女優役[26]
- インサイド・ヘッド2 日本語吹き替え版（2024年8月1日、ピクサー・アニメーション・スタジオ） - NICO ブリーのヨロコビ、RIHO グレイスのイカリ[20]

### テレビ番組
- 23時の密着テレビ「レベチな人、見つけた」（2022年2月1日、テレビ東京） - 密着取材[27]
- イッテミヨ！（2024年3月3日、TBSテレビ） - MC[19]
- 私が愛した地獄（2024年10月3日 - 現在、テレビ朝日） - RIHO MC
- No No Girls Night（2024年10月9日 ‐ 2025年1月15日、日本テレビ） - NICO スペシャルサポーター

### ウェブ番組
- 青春スチャラカ学園（2022年5月8日 - 7月24日、ABEMA SPECIAL） - レギュラー[12]

### ラジオ番組
- オールナイトニッポン0(ZERO)（2024年11月6日、ニッポン放送） - パーソナリティ[24]

### MV
- ちゃんみな「TOKYO 4AM」（2022年）[28]

## 広告

### CM
- UHA味覚糖 おさつどきっ テレビCM「おさつどきっ 恋人」篇（2022年9月4日）[29]
- ZOZO ZOZOTOWN ウェブCM（2022年10月）[30]
- ソニー VLOGCAM:ZV-1F ウェブCM 「毎日が見せたくなる物語に。」 平成フラミンゴ × Ussiy 篇（2023年2月2日）[31]
- ソニー VLOGCAM:ZV-E10 ウェブCM「毎日が見せたくなる物語に。」平成フラミンゴ × AUXOUT 篇 （2023年2月22日）[32]

### 広報
- ABEMA FIFAワールドカップ サポーターイレブン（2022年10月20日）[13]
- 日本ロレアル メイベリン ニューヨーク スカイハイ キャンペーンビジュアル（2023年8月18日）[33]

## イベント

### 単独イベント
- ごめんくだ祭〜お顔を拝見させてはくれねえでげすか？〜（2024年8月17日 - 9月23日、仙台サンプラザ・グランキューブ大阪・福岡サンパレス・横浜BUNTAI）[23]